# Juan Babauta
Juan Nekai Babauta (ur. 1953, Saipan, Mariany Północne) – gubernator Marianów Północnych od 14 stycznia 2002 do 9 stycznia 2006. Członek Partii Republikańskiej (Republican Party).